# Margarita Chávez Murguía
Margarita del Sagrado Corazón de Jesús Chávez Murguía (Uruapan, Michoacán, 5 de junio de 1959) es una arquitecta y política mexicana, miembro del Partido Acción Nacional (PAN). Fue en dos ocasiones diputada federal, de 1997 a 2000 y de 2003 a 2006.

## Biografía
Es arquitecta egresada de la Universidad Autónoma Metropolitana, tiene además estudios de Diseño Gráfico, Planeación y Organización de Obras, así como de Administración, Desarrollo Humano y Organizacional.
De 1978 a 1979 fue dibujante en constructora ESCAR y de 1980 a 1983 fue dibujante en el departamento de Proyectos de la Secretaría de Hacienda y Crédito Público. De 1983 a 1990 fue jefe de frente en estructuras y cimentaciones de Grupo ICA y de 1990 a 1996 fue propietaria de la compañía Arquitectura Integral.
Miembro del PAN desde 1990, de 1991 a 1992 fue secretaria de Comunicación y de 1992 a 1995 secretaria de Comunicación y Propaganda, ambas en el comité municipal del PAN en Uruapan y en 1995 candidada a regidora y coordinadora distrital de campaña del PAN en Michoacán. En 1996 fue nombrada contralora municipal en el ayuntamiento de Uruapan que encabezaba María Dóddoli Murguía y de 1996 a 1997 fue directora de industria y comercio de la contraloría municipal de Michoacán.
En 1997 fue elegida por primera ocasión diputada federal por la vía de representación proporcional, ejerció en la LVII Legislatura que concluyó en 2000 y en la que fue secretaria de la comisión de Asentamientos Humanos y Obras Públicas; e integrante de las comisiones de Radio, Televisión y Cinematografía; y, de Vivienda; así como del comité de Biblioteca e Informática.
Al finalizar el cargo, de 2001 a 2002 fue asesora de la coordinación de delegaciones de la Secretaría de Desarrollo Social y de 2002 a 2003 fue directora de enlace legislativo del grupo parlamentario del PAN en la Cámara de Diputados. 
De 2003 a 2006 fue por segunda ocasión diputada federal, por el mismo principio de la Representación Proporcional, en esta ocasión a la LIX Legislatura donde fue secretaria de la comisión de Vivienda e integrante de las comisiones de Asuntos Indígenas; de Reforma Agraria; y del Comité del Centro de Estudios Sociales y de Opinión Pública; así como secretaria de la Mesa Directiva.